# Leichtathletik-Weltmeisterschaften 2023/20 km Gehen der Frauen

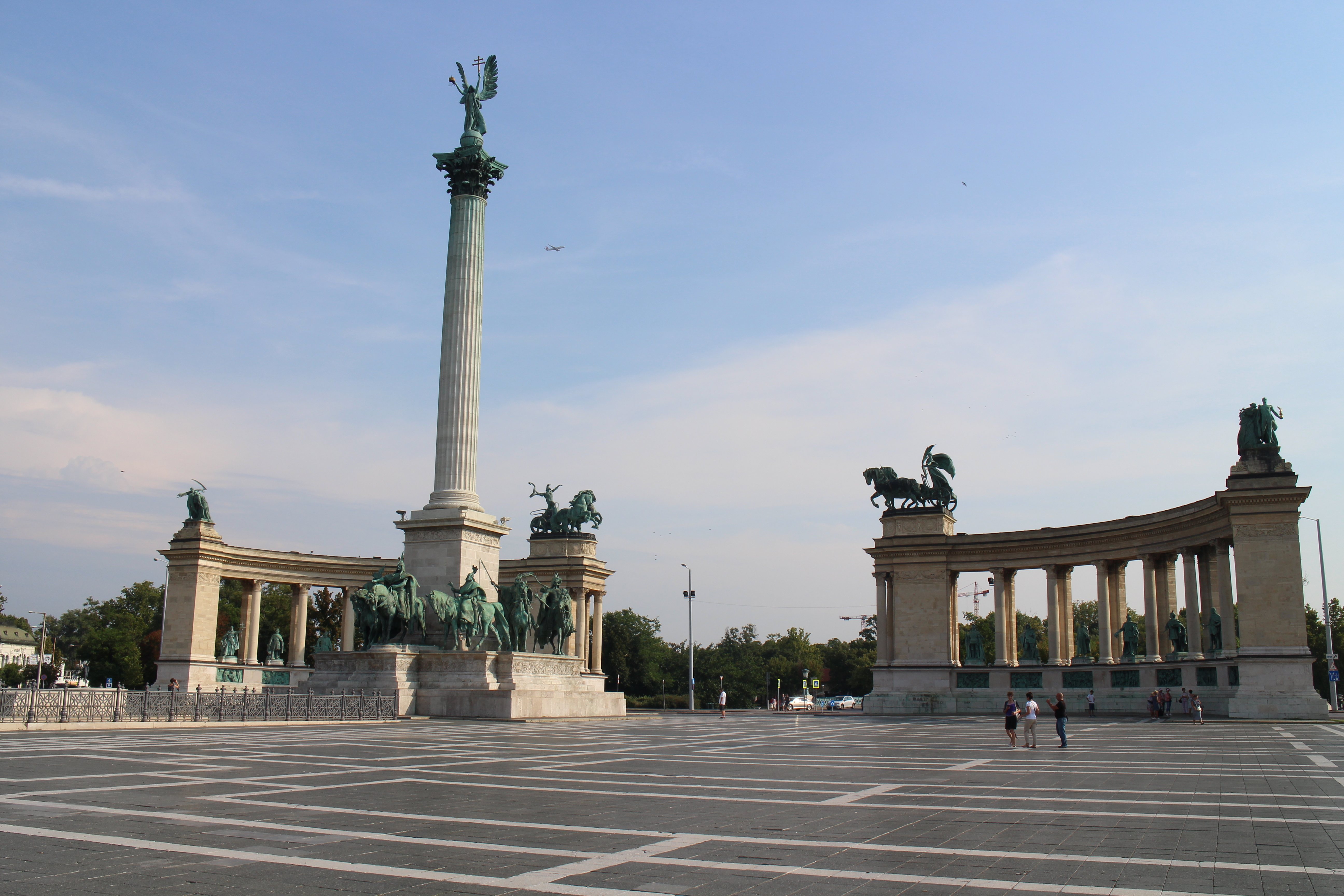
Heldenplatz: Start und Ziel der Gehwettbewerbe und der Marathonläufe

Das 20-km-Gehen der Frauen bei den Leichtathletik-Weltmeisterschaften 2023 wurde am 20. August 2023 auf einem Rundkurs in der ungarischen Hauptstadt Budapest ausgetragen.
47 Athletinnen aus 24 Ländern nahmen an dem Wettbewerb teil.
Weltmeisterin wurde die Spanierin María Pérez García. Sie siegte vor der Australierin Jemima Montag. Bronze ging an die Italienerin Antonella Palmisano.

## Rekorde

### Bestehende Rekorde
| Weltrekord | 1:23:49 h | Yang Jiayu        | Huangshan, Volksrepublik China | 20. März 2021  |
| WM-Rekord  | 1:25:41 h | Olimpiada Iwanowa | WM Helsinki, Finnland          | 7. August 2005 |

Der bestehende Championshiprekord (CR) wurde bei diesen Weltmeisterschaften nicht erreicht. Die spanische Weltmeisterin María Pérez García blieb mit ihrer Siegerzeit von 1:26:51 h um 1:10 min über dem Rekord. Zum Weltrekord fehlten ihr 3:02 min.

### Rekordverbesserung
Im Wettbewerb am 20. August wurde ein neuer Kontinentalrekord für Ozeanien aufgestellt:

1:27:16 h – Jemima Montag, Australien

## Durchführung
Hier gab es keine Vorrunde, alle 47 Geherinnen traten gemeinsam zum Wettbewerb an.

## Legende
Kurze Übersicht zur Bedeutung der Symbolik – so üblicherweise auch in sonstigen Veröffentlichungen verwendet:
- Kontinentalrekord (AR: area record) – OZ: Ozeanienrekord
- DSQ: disqualifiziert
- DNS: nicht am Start (did not start)
- DNF: Wettkampf nicht beendet (did not finish)
- PLZ120: Zeitstrafe von 2 min
- IWR: Internationale Wettkampfregeln
- TR: Technische Regeln
- Bod: Verwarnung für Verlust des Bodenkontakts
- Knie: Verwarnung für fehlende Kniestreckung

## Ergebnis

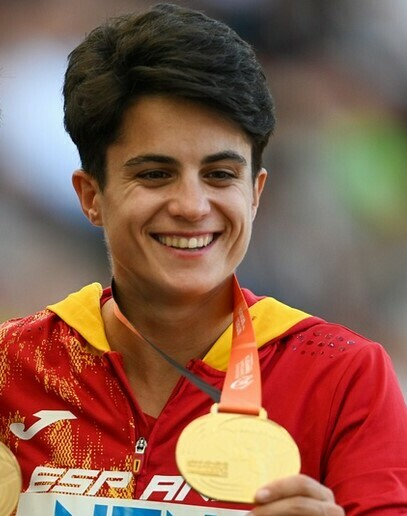
Weltmeisterin María Pérez García gewann vier Tage später auch den Wettbewerb über 35 Kilometer

20. August 2023, 7:15 Uhr Ortszeit
| Platz | Name                             | Nation              | Verwarnungen        | Zeit (h)                                              |
| ----- | -------------------------------- | ------------------- | ------------------- | ----------------------------------------------------- |
| 1     | María Pérez García               | Spanien             | Bod                 | 1:26:51                                               |
| 2     | Jemima Montag                    | Australien          |                     | 1:27:16 OZ                                            |
| 3     | Antonella Palmisano              | Italien             |                     | 1:27:26                                               |
| 4     | Kimberly García León             | Peru                |                     | 1:27:32                                               |
| 5     | Alegna González                  | Mexiko              | Bod                 | 1:27:36                                               |
| 6     | Glenda Morejón                   | Ecuador             | Bod/Bod             | 1:27:40                                               |
| 7     | Ma Zhenxia                       | Volksrepublik China | Bod                 | 1:28:30                                               |
| 8     | Viviane Lyra                     | Brasilien           | Bod                 | 1:28:36                                               |
| 9     | Ana Cabecinha                    | Portugal            | Knie/Bod            | 1:28:49                                               |
| 10    | Olena Sobtschuk                  | Ukraine             | Bod                 | 1:28:50                                               |
| 11    | Ljudmyla Oljanowska              | Ukraine             | Bod                 | 1:29:36                                               |
| 12    | Yang Jiayu                       | Volksrepublik China |                     | 1:29:40                                               |
| 13    | Érica de Sena                    | Brasilien           | Knie                | 1:29:53                                               |
| 14    | Nanako Fujii                     | Japan               |                     | 1:30:10                                               |
| 15    | Antigoni Drisbioti               | Griechenland        |                     | 1:30:19                                               |
| 16    | Clémence Beretta                 | Frankreich          | Bod                 | 1:30:43                                               |
| 17    | Liu Hong                         | Volksrepublik China |                     | 1:30:43                                               |
| 18    | Pauline Stey                     | Frankreich          |                     | 1:31:20                                               |
| 19    | Hanna Schewtschuk                | Ukraine             | Knie                | 1:31:44                                               |
| 20    | Eleonora Giorgi                  | Italien             | Bod/Bod/Bod         | 1:31:45 IWR 230, TR54.7.3 – PLZ120 (Zeitstrafe 2 min) |
| 21    | Camille Moutard                  | Frankreich          | Bod                 | 1:32:18                                               |
| 22    | Valentina Trapletti              | Italien             |                     | 1:32:57                                               |
| 23    | Vitória Oliveira                 | Portugal            | Knie                | 1:33:04                                               |
| 24    | Rachelle De Orbeta               | Puerto Rico         | Bod                 | 1:33:19                                               |
| 25    | Johana Ordóñez                   | Ecuador             |                     | 1:33:58                                               |
| 26    | Gabriela de Sousa                | Brasilien           |                     | 1:33:59                                               |
| 27    | Eliška Martínková                | Tschechien          | Bod/Bod             | 1:34:02                                               |
| 28    | Antía Chamosa                    | Spanien             | Bod/Bod             | 1:34:20                                               |
| 29    | Saskia Feige                     | Deutschland         |                     | 1:34:49                                               |
| 30    | Ayane Yanai                      | Japan               |                     | 1:34:59                                               |
| 31    | Mary Luz Andía                   | Peru                | Bod/Bod             | 1:35:38                                               |
| 32    | Rebecca Henderson                | Australien          | Bod                 | 1:35:51                                               |
| 33    | Barbara Oláh                     | Ungarn              |                     | 1:35:55                                               |
| 34    | Viktória Madarász                | Ungarn              |                     | 1:36:13                                               |
| 35    | Yukiko Umeno                     | Japan               |                     | 1:36:52                                               |
| 36    | Sofia Ramos Rodríguez            | Mexiko              | Bod                 | 1:37:49                                               |
| 37    | Kyriaki Filtisakou               | Griechenland        |                     | 1:37:51                                               |
| 38    | Paula Milena Torres              | Ecuador             |                     | 1:38:03                                               |
| 39    | Angela Melania Castro Chirivechz | Bolivien            |                     | 1:40:01                                               |
| 40    | Valeria Ortuño                   | Mexiko              |                     | 1:40:53                                               |
| DNF   | Lorena Arenas                    | Kolumbien           | Bod/Bod/Bod         | IWR 230, TR54.7.3 – PLZ120 (Zeitstrafe 2 min)         |
| DNF   | Maritza Rafaela Poncio           | Guatemala           |                     |                                                       |
| DNF   | Emily Wamusyi Ngii               | Kenia               | Knie/Knie           |                                                       |
| DNF   | Meryem Bekmez                    | Türkei              |                     |                                                       |
| DSQ   | Olivia Sandery                   | Australien          | Knie/Knie/Knie/Knie | IWR 230, TR54.7.5 – Disqualifikation                  |
| DSQ   | Evelyn Inga                      | Peru                | Bod/Bod/Bod/Bod     | IWR 230, TR54.7.5 – Disqualifikation                  |
| DSQ   | Katarzyna Zdziebło               | Polen               | Bod/Knie/Bod/Bod    | IWR 230, TR54.7.5 – Disqualifikation                  |
| DNS   | Christina Papadopoulou           | Griechenland        |                     |                                                       |

## Videolinks
- Perez dominates the 20km race walk | World Athletics Championships Budapest 23, youtube.com, abgerufen am 22. September 2023
- Pérez storms to race walk double | World Athletics Championships Budapest 23, youtube.com, abgerufen am 22. September 2023